# Tyson Nash
Tyson Nash (né le 11 mars 1975 à Edmonton dans la province d'Alberta au Canada) est un joueur professionnel canadien de hockey sur glace. Il évoluait au poste d'ailier gauche.

## Biographie
Alors qu'il évoluait comme junior avec les Blazers de Kamloops dans la Ligue de hockey de l'Ouest, il est repêché par les Canucks de Vancouver au 10e tour, 247e rang au total, lors du repêchage d'entrée dans la LNH 1994. Il remporte trois fois la Coupe Memorial remis au champion de la Ligue canadienne de hockey (1992, 1994 et 1995) lors de son séjour avec les Blazers, qui remportent également durant ces années la Coupe du Président remis au champion de la LHOu.
Il joue ses trois premières saisons professionnelles avec le club-école des Canucks, le Crunch de Syracuse, dans la Ligue américaine de hockey. Il signe comme agent libre avec les Blues de Saint-Louis durant l'été 1998. Il joue ses premiers matchs dans la LNH en 1998-1999 avec les Blues, saison où il joue majoritairement dans la LAH. 
Il devient un joueur régulier avec les Blues à partir de la saison 1999-2000 et joue quatre saisons avec cette équipe. En juin 2003, lors du repêchage annuel, il est échangé aux Coyotes de Phoenix contre un choix de cinquième tour qui s'avère être Lee Stempniak.
Il joue deux saisons avec les Coyotes avant de passer toute la saison 2006-2007 dans la LAH avec le Rampage de San Antonio puis les Marlies de Toronto, les Maple Leafs de Toronto l'ayant acquis en cours de saison contre Mikael Tellqvist. Il joue sa dernière saison professionnelle en 2007-2008 avec une équipe japonaise, les Nippon Paper Cranes, avant de se retirer comme joueur.
En 2008, il devient analyste pour les matchs des Coyotes à la radio et l'année suivante, pour les matchs télévisés,.

## Statistiques
| Saison     | Équipe                 | Ligue       |     | Saison régulière | Saison régulière | Saison régulière | Saison régulière | Saison régulière |    | Séries éliminatoires | Séries éliminatoires | Séries éliminatoires | Séries éliminatoires | Séries éliminatoires |
| Saison     | Équipe                 | Ligue       | PJ  | B                | A                | Pts              | Pun              | PJ               | B  | A                    | Pts                  | Pun                  |                      |                      |
| 1990-1991  | Blazers de Kamloops    | LHOu        | 3   | 0                | 0                | 0                | 0                | -                | -  | -                    | -                    | -                    |                      |                      |
| 1991-1992  | Blazers de Kamloops    | LHOu        | 33  | 1                | 6                | 7                | 62               | 4                | 0  | 0                    | 0                    | 0                    |                      |                      |
| 1992-1993  | Blazers de Kamloops    | LHOu        | 61  | 10               | 16               | 26               | 78               | 13               | 3  | 2                    | 5                    | 32                   |                      |                      |
| 1993-1994  | Blazers de Kamloops    | LHOu        | 65  | 20               | 38               | 58               | 135              | 16               | 3  | 4                    | 7                    | 12                   |                      |                      |
| 1994-1995  | Blazers de Kamloops    | LHOu        | 63  | 34               | 41               | 75               | 70               | 21               | 10 | 7                    | 17                   | 30                   |                      |                      |
| 1995-1996  | Crunch de Syracuse     | LAH         | 50  | 4                | 7                | 11               | 58               | 4                | 0  | 0                    | 0                    | 11                   |                      |                      |
| 1995-1996  | IceCaps de Raleigh     | ECHL        | 6   | 1                | 1                | 2                | 8                | -                | -  | -                    | -                    | -                    |                      |                      |
| 1996-1997  | Crunch de Syracuse     | LAH         | 77  | 17               | 17               | 34               | 105              | 3                | 0  | 2                    | 2                    | 0                    |                      |                      |
| 1997-1998  | Crunch de Syracuse     | LAH         | 74  | 20               | 20               | 40               | 184              | 5                | 0  | 2                    | 2                    | 28                   |                      |                      |
| 1998-1999  | IceCats de Worcester   | LAH         | 55  | 14               | 22               | 36               | 143              | 4                | 4  | 1                    | 5                    | 27                   |                      |                      |
| 1998-1999  | Blues de Saint-Louis   | LNH         | 2   | 0                | 0                | 0                | 5                | 1                | 0  | 0                    | 0                    | 2                    |                      |                      |
| 1999-2000  | Blues de Saint-Louis   | LNH         | 66  | 4                | 9                | 13               | 150              | 6                | 1  | 0                    | 1                    | 24                   |                      |                      |
| 2000-2001  | Blues de Saint-Louis   | LNH         | 57  | 8                | 7                | 15               | 110              | -                | -  | -                    | -                    | -                    |                      |                      |
| 2001-2002  | Blues de Saint-Louis   | LNH         | 64  | 6                | 7                | 13               | 100              | 9                | 0  | 1                    | 1                    | 20                   |                      |                      |
| 2002-2003  | Blues de Saint-Louis   | LNH         | 66  | 6                | 3                | 9                | 114              | 7                | 2  | 1                    | 3                    | 6                    |                      |                      |
| 2003-2004  | Coyotes de Phoenix     | LNH         | 69  | 3                | 5                | 8                | 110              | -                | -  | -                    | -                    | -                    |                      |                      |
| 2005-2006  | Coyotes de Phoenix     | LNH         | 50  | 0                | 6                | 6                | 84               | -                | -  | -                    | -                    | -                    |                      |                      |
| 2006-2007  | Rampage de San Antonio | LAH         | 19  | 6                | 6                | 12               | 48               | -                | -  | -                    | -                    | -                    |                      |                      |
| 2006-2007  | Marlies de Toronto     | LAH         | 54  | 10               | 13               | 23               | 134              | -                | -  | -                    | -                    | -                    |                      |                      |
| 2007-2008  | Nippon Paper Cranes    | Asia League | 5   | 1                | 0                | 1                | 16               | 9                | 1  | 3                    | 4                    | 43                   |                      |                      |
| Totaux LNH | Totaux LNH             | Totaux LNH  | 374 | 27               | 37               | 64               | 673              | 23               | 3  | 2                    | 5                    | 52                   |                      |                      |

## Trophées et honneurs personnels
- Champion de la Coupe du Président avec les Blazers de Kamloops (1992, 1994, 1995).
- Champion de la Coupe Memorial avec les Blazers de Kamloops (1992, 1994, 1995).